# Fronteras de Azerbaiyán
Azerbaiyán (en azerí, Azərbaycan) está situada en la región del Cáucaso, localizado entre Asia Occidental y Europa Oriental. Limita al este con el mar Caspio, al norte con Rusia, al noroeste con Georgia, al oeste con Armenia y al sur con Irán. La República Autónoma de Najicheván limita con Armenia al norte y al este, con Irán al sur y al oeste y comparte una pequeña frontera con Turquía al noroeste.

## Longitud de las fronteras
La longitud total de las fronteras de Azerbaiyán es 2468 km. No posee salida a ningún mar oceánico pero tiene un litoral de 713 km con el mar Caspio. El territorio azerbaiyano mide 400 km de norte a sur y 500 km de oeste a este.
| Estado  | Longitud  |
| ------- | --------- |
| Rusia   | 390,3 km  |
| Georgia | 480 km    |
| Armenia | 1007,1 km |
| Turquía | 15 km     |
| Irán    | 765 km    |

### Fronteras terrestres

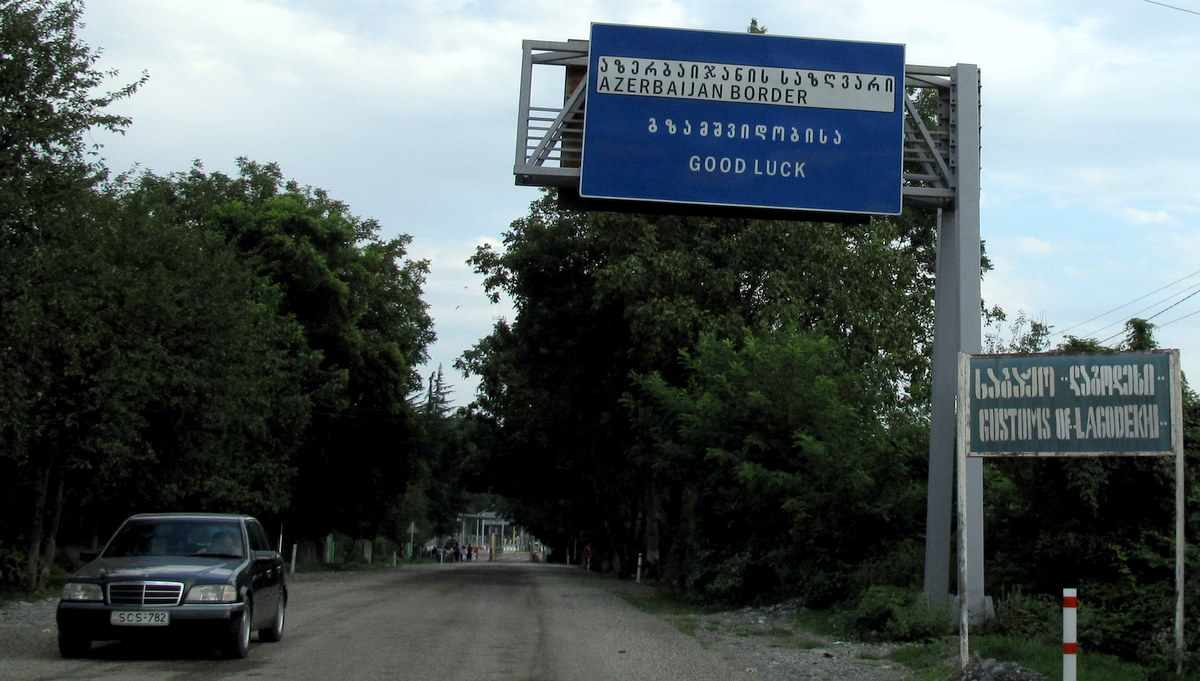
La frontera entre Azerbaiyán y Georgia.

#### Georgia
La frontera estatal entre Azerbaiyán y Georgia es 480 km. Las regiones azerbaiyanas de Qazaj, Agstafa, Tovuz, Samuj, Qaj, Zakatala y Balakán limitan con Georgia. El punto más septentrional de Azerbaiyán está situado en la frontera georgiana.
El Puente Rojo es un cruce fronterizo entre Georgia y Azerbaiyán en la carretera de Tiflis a Ganja. Se llama así porque es un puente de ladrillo rojo con un arco sobre el río Khrami. El puente de rojo estuvo en uso hasta 1998.

#### Rusia
La frontera terrestre actual entre Rusia y Azerbaiyán es 390,3 km. Hasta 1991 ese línea era la frontera entre RSFSR (incluso la RSS de Daguestán) y la RSS de Azebaiyán. Las regiones azerbaiyanas de Balakán, Zakatala, Qaj, Shaki, Oghuz, Qabala, Qusar y Jachmaz limitan con Rusia.
La frontera es establecida por el contrato del 3 de octubre de 2010. 

#### Armenia
Debido al conflicto de Alto Karabakh la frontera entre Azerbaiyán y Armenia está cerrada. La frontera con Armenia consiste en dos partes. La parte principal está situada en el este de Armenia; se inicia en el norte, punto de la intersección de las fronteras de Armenia, Azerbaiyán y Georgia y termina en el sur, punto de la intersección de Armenia, Azerbaiyán y Irán. Las regiones azerbaiyanas de Qazaj, Agstafa, Tovuz, Gadabay, Dashkasan, Kalbayar, Lachín, Gubadli y Zangilán limitan con Armenia en la primera parte de la frontera; los territorios de las últimas cuatro regiones estaban controladas por la República de Alta Karabakh hasta 2020. En otra parte de la frontera con Armenia está situada al sur de Armenia y separa a la República Autónoma de Najicheván del resto de Azerbaiyán. Las regiones azerbaiyanas de Sadarak, Sharur, Kengerli, Babek, Shahbuz, Djulfa y Ordubad limitan aquí con Armenia. Se incluyen además los enclaves de Yujari Askipara, Sofulu, Barjudarli y Karki, rodeados por Armenia y controlados por este, y el enclave armenio de Artsvashen, controlado por Azerbaiyán.

#### Turquía

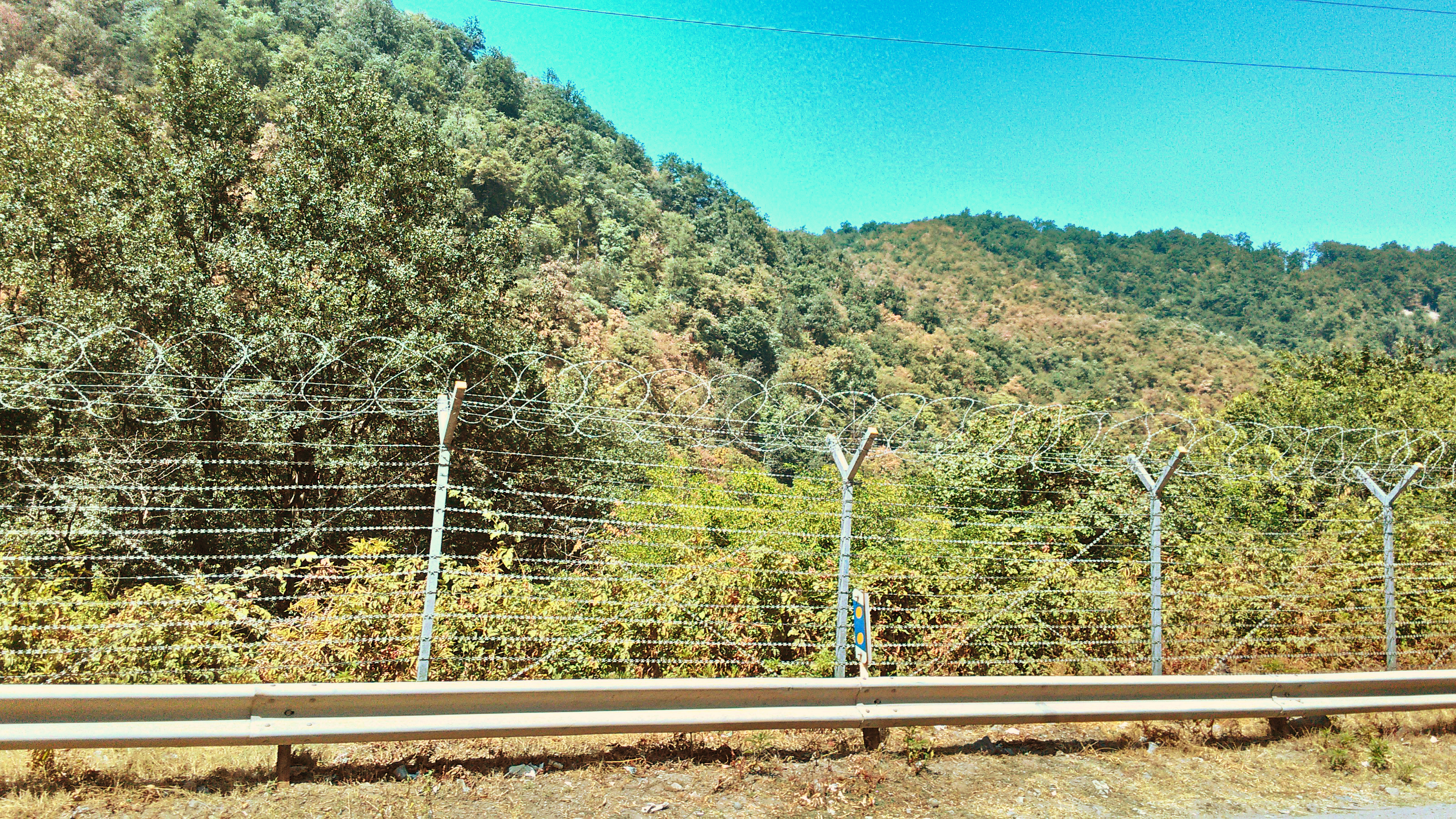
La frontera entre Azerbaiyán e Irán, cerca de Astara.

La frontera entre Azerbaiyán y Turquía es sólo 15 km a lo largo del río Araks y está situada en el noroeste de la República Autónoma de Najichevan. Con Turquía limita la región de Sadarak, donde está situado el punto más occidental de Azerbaiyán.  

#### Irán
En la frontera entre Azerbaiyán e Irán se encuentra el punto más sur de Azerbaiyán. La longitud de la frontera entre Azerbaiyán e Irán es 765 km.

### Fronteras marítimas
Azerbaiyán limita al este con el mar Caspio y aquí tiene las fronteras marítimas con Rusia, Kazajistán, Turkmenistán e Irán. La extensión de la frontera marítima es de 713 km.